# Sapajou du Panama
Cebus imitator
Ne doit pas être confondu avec Capucin à front blanc ou Cebus capucinus.
Espèce
Statut de conservation UICN

VUA4cd : Vulnérable
Révision du 02/03/2020
Le Sapajou du Panama (Cebus imitator) est une espèce de singes capucins d'Amérique centrale. Assimilé jusqu'en 2012 à une sous-espèce du Capucin moine (Cebus capucinus), auquel il ressemble physiquement, il a été reconnu comme espèce à part entière grâce aux progrès de la génétique. Signalé à Bélize, au Costa Rica, au Honduras, au Nicaragua, et à l'Est du Panama, il vit en bandes matrilinéaires dans toutes sortes de forêts, y compris des forêts connaissant de longues périodes de sécheresse, ou des mangroves, se nourrissant majoritairement (mais pas exclusivement) de fruits.
Son comportement social a fait l'objet de multiples études par les éthologues, lesquelles ont été rattachées, à tort, à l'espèce parente Cebus capucinus. On sait ainsi que les mâles se dispersent à deux reprises dans leur existence, en compagnie d'individus apparentés, une première fois, avant leur maturité sexuelle. Il arrive également que des groupes se fissurent. Jusqu'à la fin des années 2010, les primatologues pensaient que ce singe n'utilisait qu'exceptionnellement des outils dans son milieu naturel, malgré leur intelligence et leur aptitude à la manipulation. Une étude menée en 2017, sur l'Ile Coiba, semble toutefois démontrer le contraire chez cette population insulaire.
L'espèce est considérée comme vulnérable par l'UICN depuis 2020, du fait de la destruction de son habitat, de la chasse, des dégâts qu'elle occasionne aux cultures et de sa capture en vue d'en faire des animaux de compagnie. Ce capucin apparaît comme animal de compagnie dans les séries Pirates des caraïbes et Friends. Il a également figuré sur les billets de banque du Costa Rica émis entre 2009 et 2012.

## Dénomination
L'UICN utilise le nom vernaculaire de Sapajou du Panama, bien qu'il se s'agisse pas d'un Sapajus mais bien d'un Cebinae. Les auteurs anglo-saxons parlent depuis 2012 de « Capucin à face blanche du Panama ».
Le nom scientifique officiel de cette espèce est Cebus imitator, mais on le trouve parfois dans des articles sous la dénomination de Cebus capucinus imitator. Pour l'UICN et le GBIF, Cebus limitaneus est un synonyme,.

## Taxonomie
Le Sapajou du Panama est un membre de la famille des Cébidés, une famille des singes d'Amérique qui comprend les capucins, les sapajou robustes et les singes écureuils. Jusqu'au XXIe siècle, il est considéré comme une sous-espèce du Capucin moine (Cebus capucinus). Des études génomiques publiées en 2012 lui donne le rend d'espèce à part entière, distincte de son homologue d'Amérique du Sud.

## Description
Avec Cebus capucinus, le sapajou du Panama la seule espèce de capucin dont la fourrure est noire sur le corps, les jambes et la queue. La coloration noire s’étend jusqu’à l’arrière de la tête en formant un calot. Son pelage se distingue également par une coloration blanche de la tête, la gorge, les épaules et le haut des bras. Le visage est généralement rose et la quantité de fourrure blanche qui le recouvre est variable selon les classes d’âge et de sexe. La longueur corporelle d’un individu adulte se situe entre 33,5 à 45,3 cm et sa queue mesure entre 35 et 55,1 cm. Les femelles adultes de cette espèce présentent des touffes de poils bruns ou gris sur le front, ce qui permet de les distinguer des femelles des capucins moines.
Le dimorphisme sexuel est peu prononcé. Les femelles pèsent en moyenne 2,67 kg alors que les mâles atteignent un poids moyen de 3,87 kg. Le capucin moine se déplace sur ses quatre pattes et adopte à l'occasion la bipédie . Sa main est préhensile et son pouce pseudo-opposable.

## Reproduction

### Comportement reproducteur
Le statut reproducteur des femelles n’est pas visible : où il n’existe pas de changement de couleur ou de morphologie au moment de l’œstrus. Les comportements proceptifs sont également rares chez cette espèce. Les éthologues ont cependant observé des échanges de regards et des inclinaisons de la tête réciproques ainsi que d’autres comportements tels que les « sniffing urine » ou encore les « duckface », les « pirouettes » et les « looking between legs » juste avant la copulation. Les montes sexuelles sont peu révélatrices de la hiérarchie des mâles puisque, dans cette espèce, tous les mâles semblent avoir accès aux femelles. Il n’y a pas de consort apparent bien que le mâle alpha soit le père de la majorité des jeunes.

### Gestation
La gestation dure entre 157 et 167 jours. Les femelles donnent naissance pour la première fois vers l’âge de 7 ans et l’intervalle moyen entre deux naissances est de 26,4 mois. Les mâles deviennent potentiellement reproducteurs vers l’âge de 6 ans, bien que de nombreux auteurs considèrent la maturité sexuelle à plus de 7 ans chez cette espèce. De plus Jack et Fedigan soulignent que 10 années peuvent être nécessaires pour que les mâles atteignent leur maturité physique,.

### Natalité
Il n’existe pas de saisonnalité des naissances chez le capucin moine mais, il existe cependant un pic de natalité pendant la saison sèche,,.

### Longévité
Le record actuel de longévité en captivité est de presque 54 années. Cependant, la durée de vie moyenne, en captivité, dans de bonnes conditions est de 44 ans. Des études génomiques publiée en 2021, menées par une équipe anglo-canadienne, attribuent cette longévité à des facteurs génétiques.
Les données de longévité sur les capucins en milieu naturel sont rares ou inexistantes mais les auteurs s’accordent pour affirmer (à l’instar de nombreuses espèces de vertébrés) que la durée de vie, dans la nature, est inférieure à celle observée en captivité.

## Habitat
La répartition de Cebus imitator est étagée du niveau de la mer jusqu’à 1 800 mètres d’altitude. Le sapajou du Panama occupe pratiquement tous les types de forêt néotropicale d'Amérique . Il se trouve dans les forêts tropicales humides et sèches, les forêts inondées, les forêts de mangrove, ainsi que dans les forêts sèches à feuilles caduques où la saison sèche dure 5 à 6 mois par an. Une étude de 2021 a décelé, chez ces individus des forêts sèches, des gènes liés à la résilience contre l'hypertension, l'insuffisance rénale et la fonte musculaire : il s'agirait d'une adaptation de ces populations aux pénuries saisonnières d'eau et de nourriture.

## Distribution géographique

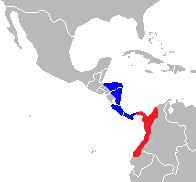
En bleu : Cebus imitator, en rouge, l'espèce Cebus capucinus.

Sa distribution géographique s’étend au Honduras et à Belize en passant le Costa Rica ainsi que le Nicaragua, jusqu'à la rive Nord du canal de Panama. Il existe également sur les îles de Coiba et de Jicaron, au large de Panama,.

## Socioécologie du sapajou du Panama

### Utilisation de l’espace

#### Exploitation du domaine vital
Un groupe de sapajou du Panama occupe un domaine vital d’1 km2 environ,,,,. L.M. Rose a décrit que des groupes plus importants, avec un plus grand nombre de mâles adultes, occupent des territoires plus vastes que des groupes de plus petite taille. Oppenheimer et Buckley qualifient l'espèce de « territoriale »,, alors que Mitchell les considère comme plus xénophobes que territoriaux dans le sens où ils interagissent de manière agressive quel que soit le lieu et le moment de la rencontre avec d’autres groupes, plutôt que de défendre activement leur territoire. L’espèce Cebus imitator occupe son domaine vital de manière relativement homogène. Les groupes se déplacent d’un site de nourriture à un autre sans se focaliser sur un arbre particulier et ne restent jamais très longtemps au même endroit. Cependant, pendant la saison sèche, ils sont plus fréquemment observés fourrageant près des points d’eau qui deviennent un facteur déterminant l’occupation de leur territoire. Dès que les pluies reviennent, ils agrandissent très rapidement leur espace vital et accroissent la longueur de leurs déplacements.

#### Distribution spatiale des individus au niveau du groupe
La position d’un individu au sein de son groupe social peut influencer son succès de fourragement aussi bien que sa vulnérabilité aux prédateurs. La meilleure position pour le fourragement est l’avant du groupe alors que la position la plus sûre pour échapper à la prédation est le centre du groupe. Hall et Fedigan ont montré qu’en accord avec ces contraintes, les individus dominants se positionnent la plupart du temps à l’avant-centre du groupe, les enfants et les juvéniles sont plus au centre du groupe alors que les subordonnés se trouvent souvent à la périphérie du groupe. D’autre part, les individus semblent adapter leur dispersion en fonction de la taille et de la qualité du site exploité. Les capucins moines ont en effet tendance à fourrager seuls dans les petits arbres mais se répartissent en sous-groupes dans des arbres de taille moyenne et ne forment plus qu’un groupe dans des arbres de grande taille.

#### Cartes mentales et mémoire spatiale
Réputée pour son intelligence, cette espèce est capable de cartographier mentalement l’emplacement de leurs sources de nourriture, ainsi que le moment des disponibilités de ces ressources. Garber et Paciulli ont mis en évidence qu’ils se servent plus de leur perception spatiale (carte mentale) que de la perception visuelle ou olfactive directe, pour rechercher de la nourriture. Cependant, ils peuvent associer certains indices visuels à des ressources et semblent discriminer différentes quantités de nourriture. De plus, ils possèdent des capacités d’apprentissage rapides et très flexibles. Ces auteurs ont ainsi montré que ce singe, à l’instar d’autres espèces de primates et particulièrement des grands singes, utilisent majoritairement des informations spatiales globales dans le contexte de recherche alimentaire.

#### Utilisation du temps
Les capucins sont actifs tout au long de la journée. Au réveil, les mâles émettent de puissantes vocalisations appelées « gargles » (Petit, communication personnelle) ainsi que des cris de contact. Une fois tous les individus réveillés, le groupe commence à se déplacer à la recherche d’un arbre fruitier où ils prendront leur premier repas de la journée. Ils visitent ainsi un ou plusieurs arbres entre 5 heures et 9 heures du matin. Vers le milieu de la matinée, les capucins commencent à ralentir la cadence de leurs déplacements entre les arbres fruitiers pour commencer à rechercher les insectes. Jusqu’à la fin de la matinée, ils alternent ce fourragement avec de courtes périodes de repos et pendant la saison sèche, ils se rendent également à un point d’eau pour boire. Puis les jeunes passent un peu de temps à jouer alors que les adultes se toilettent. Le reste de la journée sera consacré de nouveau à la recherche de fruits et aux déplacements entre les différents sites. La nuit tombe assez tôt dans la forêt tropicale et le groupe commence souvent à se déplacer vers un site de repos pour la nuit entre 5 heures et 6 heures de l’après-midi. Les sites de sommeil les plus fréquemment choisis sont de grands arbres possédant de nombreuses branches horizontales et situés près d’un arbre fruitier. Les capucins moines passent la nuit à dormir en contact d’un ou deux congénères. Globalement, ils occupent en moyenne 66 % de leur journée à s’alimenter, 10 % à se déplacer et le reste du temps est consacré aux activités sociales ou au repos.

### Régime alimentaire
Le Sapajou de Panama, par son régime alimentaire très opportuniste est considéré comme omnivore. Il se distingue en effet par la plus grande variabilité alimentaire des singes du Nouveau Monde. Cependant, il se nourrit principalement de fruits (65 %) et de feuilles (15 %). Le reste de son régime alimentaire est largement composé d’insectes ainsi que d’autres invertébrés tels que les araignées mais également de petits vertébrés (lézards, oiseaux, jeunes écureuils et coatis) ou encore d’œufs, de graines, noix, écorces, bourgeons, gommes et fleurs.

#### Flexibilité du régime alimentaire
Il existe cependant des différences de régime alimentaire entre les groupes : Katherine M. Jack et Linda Marie Fedigan (en) ont décrit des groupes voisins qui se distinguent par leur alimentation : un des groupes est à dominante frugivore (avec 83 % de fruits dans son bol alimentaire) alors que l'autre groupe est omnivore avec 50 % d'insectes ou vertébrés. Ces résultats ont dans un premier temps amener les primatologues à expliquer ces différences par une origine culturelle. Cependant, il existe également des variations au sein même des groupes, principalement entre mâles et femelles : si l'aliment majoritaire reste le fruit, les femelles fourragent plus que les mâles, lesquels préfèrent les proies animales. Dans les années 1990, Rose suggérait que la différence de taille entre les deux sexes – les mâles sont environ 30 % plus grands que les femelles – était la meilleure explication de ces différences entre les habitudes alimentaires des deux sexes. En 2017, de nouvelles études amènent une autre explication : les mâles, et une partie des femelles, ne perçoivent pas la couleur rouge. Or la perception de cette couleur offre l'avantage de détecter les fruits murs dans un environnement forestier dominé par le vert. Les mâles et celles des femelles atteintes de dichromatisme consomment dès lors moins de fruits que les femelles trichromates.

#### Manipulations dans le contexte alimentaire
Du fait de leur dextérité  et à de techniques d’exploitation des ressources sophistiquées, le sapajou du panama récoltent certains fruits et certaines graines, que de nombreuses espèces ne parviennent pas à atteindre. Ils utilisent simultanément leurs mains et leurs dents pour tirer, mordre ou casser une source de nourriture potentielle. Les capucins frappent souvent des objets contenant de la nourriture (escargots, noix ou fruits et graines bien protégés) contre un substrat rigide pour les casser et les ouvrir. Une fois l’objet ouvert, les capucins parviennent à en extraire la nourriture.
L'utilisation d’outils en milieu naturel a été rarement décrite pour cette espèce,, voire a été niée à la suite de tests réalisés en laboratoire ou des observations de populations dans leurs espaces naturels. Avant l'étude réalisée dans l'île de Coiba, en 2017, parmi une population vivant près des côtes et se nourrissant régulièrement de crustacés, de bernard-l'hermite et d'amandes de Terminalia catappa, elle n'avait pas été documentée,.

## Organisation et structure sociales

### Taille et composition des groupes

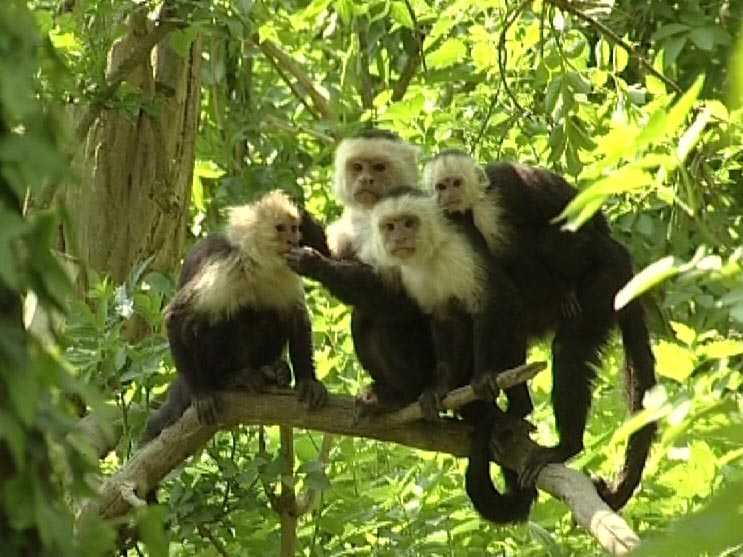
Une interaction sociale dans un groupe de Sapajous du Panama. Photo Jean-Baptiste Leca & Noëlle Gunst (Nicaragua)

Le capucin moine s’organise en groupes de plusieurs mâles et de plusieurs femelles. La taille moyenne d’un groupe est de 16 individus. Ces groupes sont constitués en moyennes de 20 % de mâles adultes, 30 % de femelles adultes, 35 % de juvéniles et 15 % d’enfants. Le sexe ratio des adultes est donc de 0,7 en faveur des femelles. Toutes les classes d’âge et de sexe sont représentées au sein d’un groupe,.

### «Rôle» de chaque sexe
Les mâles défendent le territoire du groupe. Ils sont les seuls ou principaux participants aux rencontres intergroupes (Perry 1996a). Quant aux femelles, elles sont philopatriques et forment le noyau du groupe en consacrant plus de temps aux activités sociales. Elles entretiennent ainsi des relations privilégiées entre elles.

### Relations de dominance

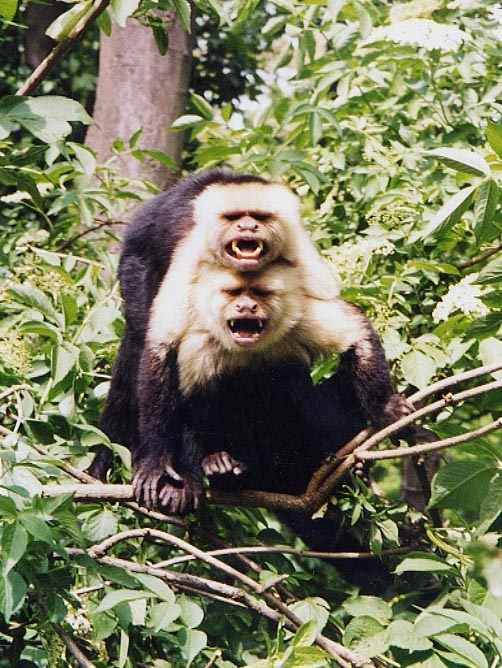
Deux mâles, en position de menace. Photo Jean-Baptiste Leca & Noëlle Gunst.

Les mâles présentent entre eux très peu de comportements de soumission, ce qui rend relativement difficile l’évaluation de leurs relations hiérarchiques. Cependant, selon Perry (1998), il semble que les mâles s’organisent selon une structure linéaire ou au moins que le mâle alpha domine individuellement tous les autres mâles ainsi que tous les autres membres du groupe. Pour les femelles, la hiérarchie est linéaire. À l’échelle du groupe, les mâles dominent les femelles ou la femelle dominante peut dominer les autres mâles que le mâle alpha. Quant aux jeunes, ils sont le plus souvent dominés par les adultes mais il peut arriver que certains subadultes ou juvéniles dominent des femelles adultes subordonnées.

### Dispersion des mâles
Chez les capucins, ce sont les individus  mâles qui assurent la dispersion de l'espèce. Il existe deux séquences de dispersion chez Cebus capucinus : les mâles se dispersent une première fois entre 3 et 6 ans. Cette première émigration, de leur groupe de naissance, ne semble corrélée ni avec la saison de reproduction, ni avec l’expulsion des mâles adultes résidents, ni avec l’arrivée éventuelle de mâles adultes étrangers au groupe, ayant récemment renversé les mâles adultes résidents. Cette émigration natale serait principalement due à l’attraction de mâles extérieurs au groupe ou de partenaires de dispersion. Se grouper dans ces phases de dispersion  permettrait en effet de diminuer la forte mortalité qui y est associée.
Les mâles se dispersent ensuite une seconde fois, également de manière volontaire. Les apparentés semblent migrer ensemble. Étant plus âgés que lors de leur première dispersion, ils ont cette fois tendance à utiliser l’agression et la force pour intégrer un nouveau groupe. Les mâles qui dispersent tendent à obtenir une position élevée dans la hiérarchie et  augmentent leurs chances de reproduction.
Il a également été décrit que les mâles se dispersent en moyenne tous les quatre ans alors que les femelles donnent naissance à leur premier enfant entre 6 et 7 ans, et ces faits suggèrent qu’en changeant de groupe plusieurs fois, les mâles diminuent le risque de se reproduire avec leurs filles

### Fission et fusion des groupes
Bien que la formation de nouveaux groupes soit rare, le phénomène de fission (qui se distingue de la dispersion d’un ou plusieurs mâles) a été observé. Ce sont généralement des groupes composés de 1 à 2 mâles ainsi que 1 à 3 femelles adultes accompagnées de leurs jeunes qui quittent leur groupe d’origine pour aller former leur propre groupe sur un territoire indépendant ou pour fusionner avec un autre petit groupe voisin. Du fait que les femelles capucins quittent très rarement leur groupe d’origine et ne se déplacent jamais seules, les fissions restent rares et les nouveaux groupes sont presque exclusivement formés d’une lignée maternelle accompagnée d’un ou plusieurs mâles.

## Conservation
Il est classé parmi les espèces vulnérables par l'UICN depuis mars 2020, qui estime que 30% de son habitat pourrait disparaître d'ici à 2066.

## Dans l'art et la culture

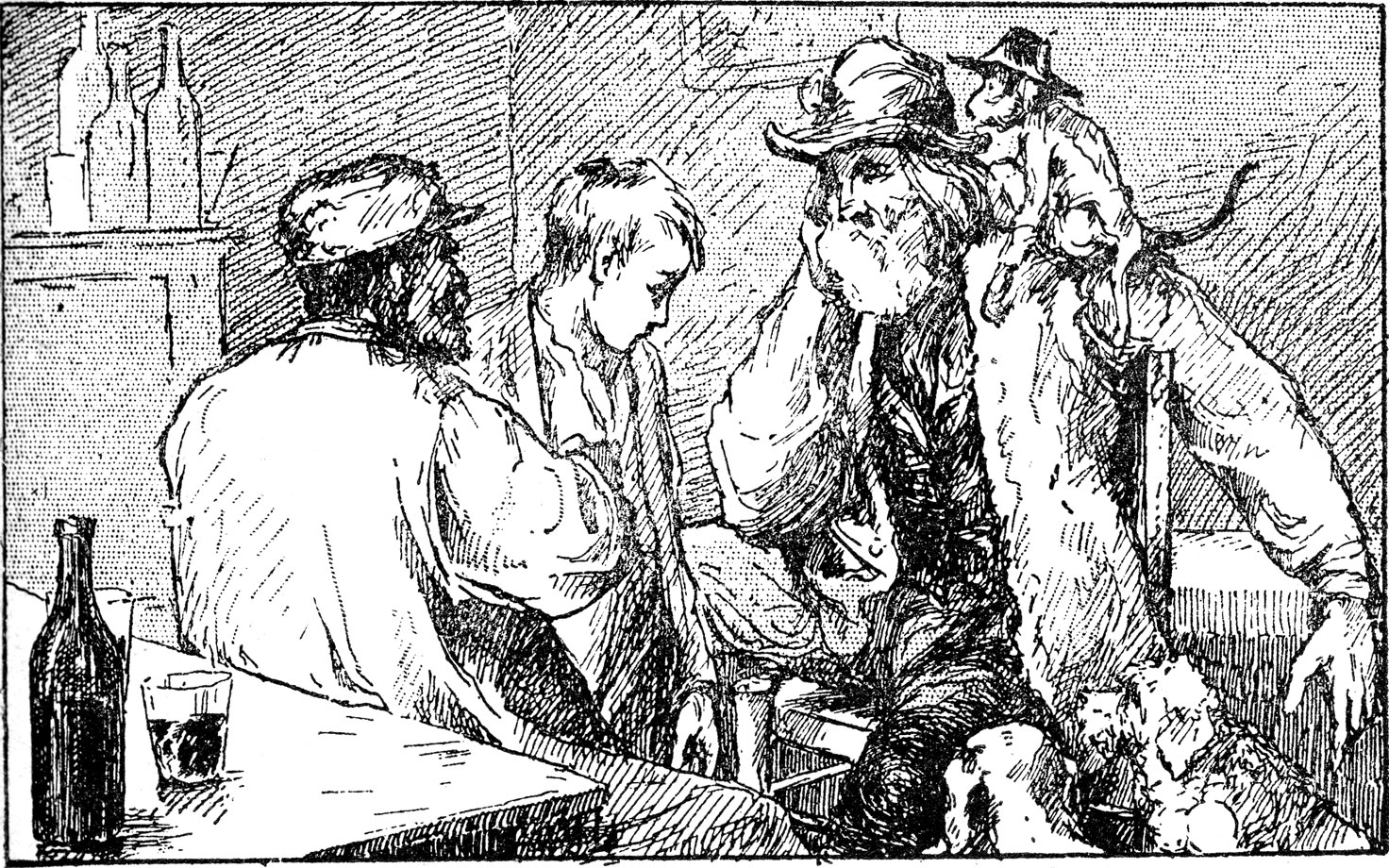
Joli-coeur, le capucin, sur l'épaule de Vitalis.

À l'époque précolombienne, le sapajou du Panama apparait, aux côtés des singes hurleurs et des singes araignées comme des représentations du scribe dans la culture maya.
Au début du XXe siècle, le singe Joli-Coeur de Vitalis dans le roman Sans famille d'Hector Malot est un capucin du complexe Cebus capucinus / imitator, selon les illustrations d'Ivan Loewitz.
Entre 2009 et 2012, Cebus (capucinus) imitator figure au verso des billets de 5 000 colones du Costa Rica (au recto apparait  Alfredo González Flores, président du pays durant la première guerre mondiale).
L'un des individus les plus médiatisés de cette espèce est probablement Katie, une femelle qui a fait des apparitions dans des séries télévisées américaines (dont Friends où elle incarne Marcel, l'animal de compagnie de David Schwimmer alias Ross) et dans des films dont Pirates des Caraïbes, où elle joue Jack the Monkey, le singe d'Hector Barbossa puis de Jack Sparrow.

#### Ouvrages antérieurs à 2012
- (en-US) J.G. Oppenheimer, Behaviour and Ecology of the White-Faced Monkey, Cebus capucinus, on Barro Colorado Island (Thèse de doctorat), Urbana, Université de l'Illinois, 1968.
- (en) Curtis H. Freese, « The behavior of white-faced capuchins (Cebus capucinus) at a dry-season waterhole », Primates, vol. 19, no 2,‎ 1er avril 1978, p. 275–286 (ISSN 1610-7365, DOI 10.1007/BF02382797, lire en ligne, consulté le 14 octobre 2023).
- (en-US) C.H. Freese et J.R. Oppenheimmer, The capuchin monkey, genus Cebus., vol. 1 : Ecology and Behavior of Neotropical Primates, Rio de Janeiro., Coimbra-Filho A. F., Mttermeier R. A. Academia Brasileira de Ciências, 1981, p. 331-390.
- (en) Jaclyn H. Wolfheim, Primates of the World: Distribution, Abundance and Conservation, Psychology Press, 1983 (ISBN 978-3-7186-0190-5, lire en ligne)

- (en-US) J. Buckley, « The feeding behavior, social behavior, and ecology of the white-faced monkey, Cebus capucinus, at Trujillo, Northern Honduras, Centtal America », Thèse de doctorat, Université d'Austin (Texas),‎ 1984 (lire en ligne, consulté le 14 octobre 2023)
- (en) B. J. King, « Extractive foraging and the evolution of primate intelligence », Human Evolution, vol. 1, no 4,‎ 1er août 1986, p. 361–372 (ISSN 1824-310X, DOI 10.1007/BF02436709, lire en ligne, consulté le 15 octobre 2023)
- (en-US) C.A. Chapman, Foraging strategies, patch use, and constraints on group size in three species of Costa Rican primates (Thèse de doctorat), University of Aberta, 1987.
- (en-US) B Mitchell, Resources, group behavior, and infant development in white-faced capuchin monkeys, Cebus capucinus. (Thèse de doctorat), Berkeley, Université de Californie, 1989
- Colin A. Chapman et Linda M. Fedigan, « Dietary Differences between Neighboring Cebus capucinus Groups: Local Traditions, Food Availability or Responses to Food Profitability? », Folia Primatologica, vol. 54, nos 3-4,‎ 14 février 1990, p. 177–186 (ISSN 0015-5713 et 1421-9980, DOI 10.1159/000156442, lire en ligne, consulté le 17 octobre 2023)
- (en) Linda Fedigan, « Sex differences and intersexual relations in adult white-faced capuchins (Cebus capucinus) », International Journal of Primatology, vol. 14, no 6,‎ décembre 1993, p. 853–877 (ISSN 0164-0291 et 1573-8604, DOI 10.1007/BF02220256, lire en ligne, consulté le 15 octobre 2023)
- (en) Lisa M. Rose, « Sex differences in diet and foraging behavior in white-faced capuchins (Cebus capucinus) », International Journal of Primatology, vol. 15, no 1,‎ 1er février 1994, p. 95–114 (ISSN 1573-8604, DOI 10.1007/BF02735236, lire en ligne, consulté le 15 octobre 2023).
- (en) Kim A. Phillips, « Resource patch size and flexible foraging in white-faced capuchins (Cebus capucinus) », International Journal of Primatology, vol. 16, no 3,‎ 1er juin 1995, p. 509–519 (ISSN 1573-8604, DOI 10.1007/BF02735800, lire en ligne, consulté le 15 octobre 2023).
- (en) Linda Marie Fedigan, Lisa M. Rose et R. Morera Avila, « See how they grow: Tracking capuchin monkey (Cebus capucinus) populations in a regenerating Costa Rican dry forest », SpringerLink - Adaptive Radiations of Neotropical Primates, M.A. Norconk; A.L. Rosenberger; P.A. Garber. Plenum Press,‎ 1996, p. 289-308 (DOI 10.1007/978-1-4419-8770-9, lire en ligne, consulté le 5 octobre 2023).
- P. A. Garber et L. M. Paciulli, « Experimental Field Study of Spatial Memory and Learning in Wild Capuchin Monkeys (Cebus capucinus) », Folia Primatologica, vol. 68, nos 3-5,‎ 14 février 1997, p. 236–253 (ISSN 1421-9980 et 0015-5713, DOI 10.1159/000157250, lire en ligne, consulté le 15 octobre 2023).
- Carolyn L Hall et Linda M Fedigan, « Spatial benefits afforded by high rank in white-faced capuchins », Animal Behaviour, vol. 53, no 5,‎ 1er mai 1997, p. 1069–1082 (ISSN 0003-3472, DOI 10.1006/anbe.1996.0392, lire en ligne, consulté le 15 octobre 2023).
- (en) Melissa A. Panger, « Object-use in free-ranging white-faced capuchins (Cebus capucinus) in Costa Rica », American Journal of Physical Anthropology, vol. 106, no 3,‎ juillet 1998, p. 311–321 (DOI 10.1002/(SICI)1096-8644(199807)106:3<311::AID-AJPA4>3.0.CO;2-P, lire en ligne, consulté le 17 octobre 2023).
- (en-US) Susan Perry, « Male-Male Social Relationships in Wild White-Faced Capuchins, Cebus capucinus », Behaviour, vol. 135, no 2,‎ 1998, p. 139–172 (ISSN 0005-7959, lire en ligne, consulté le 17 octobre 2023).
- (en-US) L.M.Rose, Behavioral ecology of white-faced capuchins (Cebus capucinus) in Costa Rica (Thèse de doctorat), Saint-Louis (Missouri), Université Washington de Saint-Louis, 1998.
- (en-US) Fiona A. Reid, A field guide to the mammals of Central America & Southeast Mexico, Oxford University Press, 2009, 2e éd. (1re éd. 1998), 368 p. (ISBN 978-0-19-534323-6 et 978-0-19-534322-9, présentation en ligne), « Tamarins, Capuchins and Squirrel Monkeys (Family Cebidae) ».
- Hélène Meunier, Etude des mécanismes sous-jacents aux phénomènes collectifs chez un primate non humain (Cebus capucinus) : de l’expérimentation a la modélisation (Thèse de doctorat), 2007, 276 p. (lire en ligne [PDF]).

### Ouvrages et articles de 2012 et postérieurs
- (en-US) Carvajal, « Population Study of Coiba Howler Monkeys (Alouatta CoibensisCoibensis) and Coiba Capuchin Monkeys (Cebus Capucinus Imitator), Coiba Island National Park, Republic of Panama », Journal of Primatology, vol. 01, no 02,‎ 2012 (DOI 10.4172/2167-6801.1000104, lire en ligne, consulté le 17 octobre 2023)
- (en-US) A. Russel, A. Brome et Don E. Wilson, Handbook of the mammals of the world, vol. 3 : Primates, Lynx ed - Conservation international, 2013 (ISBN 978-84-96553-89-7).
- (en) Eva C. Wikberg, Katharine M. Jack, Linda M. Fedigan et Fernando A. Campos, « Inbreeding avoidance and female mate choice shape reproductive skew in capuchin monkeys ( Cebus capucinus imitator ) », Molecular Ecology, vol. 26, no 2,‎ janvier 2017, p. 653–667 (ISSN 0962-1083 et 1365-294X, DOI 10.1111/mec.13898, lire en ligne, consulté le 17 octobre 2023)
- (en) Jeremy D. Hogan, Amanda D. Melin, Krisztina N. Mosdossy et Linda M. Fedigan, « Seasonal importance of flowers to Costa Rican capuchins ( Cebus capucinus imitator ): Implications for plant and primate », American Journal of Physical Anthropology, vol. 161, no 4,‎ décembre 2016, p. 591–602 (ISSN 0002-9483 et 1096-8644, DOI 10.1002/ajpa.23059, lire en ligne, consulté le 17 octobre 2023)
- (en) Jeremy D. Hogan, Katharine M. Jack, Fernando A. Campos et Urs Kalbitzer, « Group versus population level demographics: An analysis of comparability using long term data on wild white‐faced capuchin monkeys ( Cebus capucinus imitator ) », American Journal of Primatology, vol. 81, no 7,‎ juillet 2019 (ISSN 0275-2565 et 1098-2345, DOI 10.1002/ajp.23027, lire en ligne, consulté le 17 octobre 2023)
- (en) Joseph D. Orkin et al, « The genomics of ecological flexibility, large brains, and long lives in capuchin monkeys revealed with fecalFACS », Proceedings of the National Academy of Sciences, vol. 118, no 7,‎ 6 février 2021 (ISSN 0027-8424 et 1091-6490, PMID 33574059, PMCID PMC7896301, DOI 10.1073/pnas.2010632118, lire en ligne, consulté le 15 octobre 2023).
- (en) Ian Q Whishaw, Megan Mah, Julia G. Casorso et Evin Murillo Chacon, « The platyrrhine primate Cebus imitator uses gaze to adjust grasp posture for food handling and withdraw to the mouth », research gate, Evolutionary Biology,‎ 25 juin 2023 (DOI 10.1101/2023.06.22.546193, lire en ligne, consulté le 24 octobre 2023)